# Waterlemon Cay
Waterlemon Cay je mali sprud okružen obrubnim grebenom koji se nalazi u zaljevu Leinster na otoku Saint Johnu, Američki Djevičanski otoci. Ime je dobio po biljci Passiflora laurifolia.
Obala je okružena obrubnim grebenom i smatra se jednim od najboljih mjesta za ronjenje s disalicom na otoku. Staza vodi od pješčane plaže u zaljevu Leinster otprilike 1 km uz točku, od koje je deset minuta plivanja do keja, gdje se nalazi mala plaža. Uz obalu se može vidjeti mnogo grebenskih riba i koralja, no izbjeljivanje je uznapredovalo, a morski život se u posljednje vrijeme smanjio. Mnogi smanjenje koraljnih grebena na Djevičanskim otocima pripisuju visokim stopama erozije i otjecanja uzrokovanih građevinskim bumom na otocima.

## Povijest
Lokalna predaja kaže da je, kad su dvoboji zabranjeni u Danskim Zapadnim Indijama, zabačena traka pijeska na Waterlemon Cayu postala omiljeno mjesto za dvoboje.

## Galerija
- Zaljev Waterlemon i Waterlemon Cay
- Karta staze Leinster Bay
- Pogled sa staze Leinster Bay, uključujući Waterlemon Cay
- zaljev Leinster
- Kornjača u blizini Waterlemon Caya

## Vanjske poveznice
- St John Beach Guide: Waterlemon Cay